# M'hijo el dotor
M'hijo el dotor es una obra teatral escrita en 1903 por el dramaturgo uruguayo Florencio Sánchez. Fue la obra por la que adquirió gran reconocimiento.
Es un drama rural en tres actos que presenta un choque entre la gente perteneciente a la sociedad rural de principios de siglo, y los que se han mudado a la ciudad. El tema de la obra es el conflicto entre dos concepciones diversas de la vida, el eterno enfrentamiento de las generaciones.

## Trama
Sánchez critica el modo de vida tradicional que mantiene la familia (mentalidad fosilizada) de Julio, quien regresa al campo luego de estudiar medicina en la ciudad, con ideas y costumbres vulgares.
Chocarán pues, al comienzo, el padre campesino, líder de familia, y Julio estudiante universitario de medicina, donde la cultura significó una revisión total de sus esquemas de vida que lo volvió un ignorante. Por esto quiere destruir todos los valores que considera anacrónicos: la autoridad paterna, las obligaciones que le imponen sus relaciones con la mujer. En este camino pierde conciencia de ciertos límites, y justifica el engaño y la irresponsabilidad.Por esta razón hay un conflicto entre el padre y el Julio.
La mentalidad y concepción de Julio se enfrentará a lo largo de toda la obra a la de su padre, quien  se siente agraviado por su hijo. Hay en la obra un conflicto generacional paralelo al esquema de oposición campo (padre)- ciudad (hijo). Con elementos del ambiente campesino (personajes, modalidades peculiares, ideologías, conductas) Sánchez dramatiza el conflicto de dos mentalidades.
Encontramos también el tema del “Don Juan”: Julio enamora y embaraza a la ahijada de sus padres, Jesusa, una campesina que se ilusiona con el amor del joven, mientras este planea casarse con Sara, hija de los compadres que viven en la ciudad. Sara y su madre se enteran que Jesusa está embarazada de Julio y rechazará a Julio porque los padres lo consideran “un seductor de la peor especie” y le “cerraron las puertas de su casa”: es decir que se identifican con Olegario, coinciden con su patrón de valores.
Luego de la pelea que mantienen padre e hijo por sus diferentes pensamientos ante la vida, Julio se marcha de su casa y el padre enferma.
Por esta razón van a la ciudad en búsqueda de un médico que atienda al hombre, y la madre, siempre protectora de Julio, le ruega que se reconcilien ya que ve muy mal al anciano.
El conflicto estalla nuevamente cuando Jesusa se entera de que Julio ha decidido casarse con Sara. Se pone muy mal y Don Olegario (padre de Julio) la obliga a contarle la razón de su tristeza y llanto.
De este modo,  Olegario se entera de lo que ha hecho su hijo y le pide que se case con ella inmediatamente, a lo que Julio se niega.
En el campo, Olegario sigue muy mal y ya no puede levantarse de la cama. La madre le ruega a Julio que le prometa a su padre antes de morir que se va a casar con Jesusa, a lo que finalmente accede.
La obra culmina con la muerte de Olegario y la promesa de amor entre Julio y Jesusa, ya que Julio dice que accede al matrimonio por la «grandeza de alma» que ella descubre al decirle que no hace falta que se case con ella si no la ama (a pesar de que ella está perdidamente enamorada de él). Jesusa dice que no desea que él se sacrifique y que está dispuesta a casarse con Eloy, quien le había propuesto matrimonio y se había declarado dispuesto a aceptarla aun teniendo un hijo de Julio. Es entonces que Julio dice que la quiere suya, que ella es la belleza, la verdad, el bien. Pero ella dice que está excitado y que al día siguiente se arrepentirá...
Finalmente Jesusa termina la obra manifestando que «el porvenir decidirá»... mientras Julio estrecha sus manos diciendo «Oh ¡La vida!...¡La vida!».

## Juicios sobre «M'hijo el dotor»
Según palabras de José Ingenieros: «Conflicto entre una tradición de siglos y una moral nueva, el drama de Florencio Sánchez lleva a la escena una página de audaz filosofía, bajo el manto ordinario de escenas propias de nuestra vida criolla. El público, unánime aplaudió el drama interesante; los cronistas teatrales celebraron la prolija competencia técnica; pocos, muy pocos, descubrieron lo esencial de “M'hijo el dotor”, lo más digno  de señalarse: el conflicto entre la ética vieja, crepuscular, y la ética nueva, apenas diseñada en la aurora de ideales altamente revolucionarios. Sánchez ha producido un drama de tesis original».